# Windemineermot
De windemineermot (Stigmella freyella) is een vlinder uit de familie dwergmineermotten (Nepticulidae). De wetenschappelijke naam is voor het eerst geldig gepubliceerd in 1858 door Heyden.
De soort komt voor in Europa.